# Carl Poppo Fröbel
Carl Poppo Fröbel (* 2. November 1786 in Oberweißbach/Thüringer Wald; † 15. März 1824 in Rudolstadt) war ein deutscher Pädagoge und Buchdrucker.

## Leben

### Familie

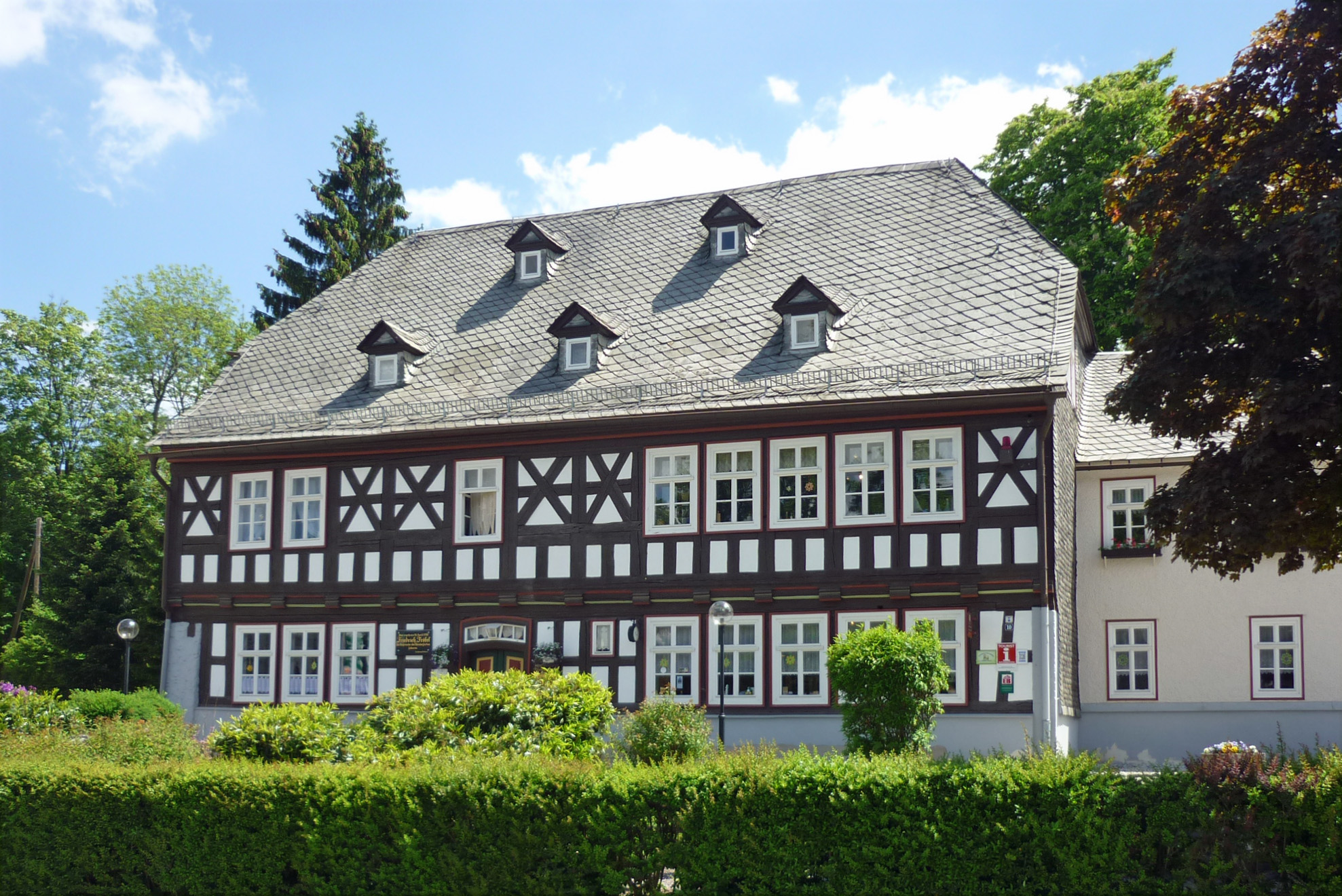
Geburtshaus in Oberweißbach (Museum Fröbelhaus)

Carl Poppo Fröbel war der Sohn des Pfarrers Johann Jacob Fröbel (* 28. Januar 1730 in Neuhaus am Rennweg; † 10. Februar 1802 in Oberweißbach) und dessen zweiter Ehefrau Friederike Sophie, geb. Otto. Johann Jacob Fröbel war der Sohn des Förster Johann Fröbel (* ca. 1687; † 22. Juni 1738 in Neuhaus am Rennweg) und der Catharina Elisabetha (* ca. 1697; † 1. November 1760 in Lichte). 
Aus der ersten Ehe seines Vaters mit Jakobine Eleonore Friderika Hoffmann (* 28. März 1744 in Singen; † 7. Februar 1783 in Oberweißbach) hatte Carl Poppo noch sechs Halbgeschwister:
- Johann August Gotthelf Fröbel (* 3. Januar 1766 in Elxleben; † unbekannt);
- Johann Michael Christoph Fröbel (* 13. Mai 1768 in Elxleben; † 1813 in Griesheim), Pfarrer in Eyba und Griesheim; verheiratet mit Christiane Sophie (* 27. Januar 1771; † unbekannt), Tochter des Pfarrers Johann Gerhard North in Griesheim; er war der Vater von Karl Friedrich Fröbel, Leopold Karl Theodor Fröbel und Julius Fröbel;
- Johann Christian Ludwig Fröbel (* 24. Juni 1770 in Elxleben; † 27. April 1866), Kaufmann und Webereibesitzer in Osterode am Harz, verheiratet mit Johanna Karoline, geb. Mügge aus Osterode am Harz; er war der Schwiegervater von Wilhelm Middendorff;
- Juliana Dorothea Wilhelmine Fröbel (* 24. Juni 1774 in Elxleben; † unbekannt), verheiratet mit Heinrich Gottfried Müller, Pfarrer in Großkochberg und Döllstädt;.
- Johann Friedrich Traugott Fröbel (* 22. August 1778 in Oberweißbach; † 5. Oktober 1831 in Stadtilm), Dr. med. und Amtsphysikus sowie Oberbürgermeister von Stadtilm, verheiratet in erster Ehe mit Antoine Henriette Eva Friederika Hofmann und in zweiter Ehe mit Johann Dorothea Bräutigam (* 9. Dezember 1787 in Stadtilm; † 3. Mai 1834 ebenda);
- Friedrich Fröbel (* 21. April 1782 in Oberweißbach; † 21. Juni 1852 in Marienthal).

Aus der zweiten Ehe seines Vaters war seine leibliche Schwester:
- Johanna Sophie Carolina Fröbel (* 21. September 1792 in Oberweißbach; † 27. April 1866), sie blieb zeit ihres Lebens unverheiratet.

Carl Poppo Fröbel war verheiratet mit Johanne Sophie Dorothea (* 6. Mai 1788 in Rudolstadt; † 20. Juli 1829 ebenda), Tochter des fürstlichen Hofintendanten Johann Heinrich Rudolph Scheibe in Rudolstadt. Gemeinsam hatten sie fünf Kinder:
- Caroline Emilie Friederike Fröbel (* 11. September 1810 in Rudolstadt);
- Günther Fröbel (* 5. Oktober 1811 in Rudolstadt; † 3. Februar 1878 ebenda); Verleger und Publizist
- Flora Fröbel (* 27. Februar 1884 in Rudolstadt: † 3. Februar 1884 ebenda), verheiratet mit Superintendent Heinrich Carl Leopold Heubel in Bad Blankenburg;
- Emilie Sophie Christiana Fröbel (* 26. März 1814 in Rudolstadt; † unbekannt), verheiratet mit Pfarrer Johann Michael Moeller in Thälendorf (Schwarzburg-Rudolstadt);
- Sophie Therese Laura Fröbel (* 28. November 1818 in Rudolstadt; † 17. August 1886 ebenda), blieb zeit ihres Lebens unverheiratet.

### Ausbildung
Er erhielt Schulunterricht bei seinem Vater bis zum 10. Lebensjahr und besuchte anschließend die Stadtschule in Eisfeld, dort hatte er die Möglichkeit bei Verwandten zu wohnen. Bereits im darauffolgenden Jahr erhielt er Schulunterricht bei seinem älteren Bruder Johann Michael Christoph Fröbel, der als Pfarrer in Eyba tätig war Dieser bildete ihn in der lateinischen und griechischen Sprache aus, so dass er zu Ostern 1800 in die zweite Klasse des Gymnasiums Rudolstadt kam. Zu Ostern 1805 begann er an der Universität Jena ein Theologie-Studium und hörte Vorlesungen bei Johann Jakob Griesbach, Heinrich Karl Eichstädt, Johann August Heinrich Ulrich und weiteren Professoren. Am 10. September 1807 promovierte er zum Doktor der Weltweisheit.

### Lehrer am Gymnasium in Rudolstadt
Am 1. Oktober 1807 wurde er als Collaborator am Gymnasium in Rudolstadt eingestellt, damit verbunden war die Inspektion des fürstlichen Freitisches sowie die Verwaltung des Schulfiskus. Nach dem Tod des Konrektors Vogt musste er den Unterricht in der dritten Klasse übernehmen, bis ein neuer Lehrer gefunden war, und bald darauf wurde ihm auch der Sprachunterricht in der lateinischen, hebräischen und französischen Sprache in der ersten und zweiten Klasse übertragen. Nachdem ein vierter Professor an das Gymnasium berufen worden war, erhielt Carl Poppo Fröbel die dritte Professur, behielt aber den Großteil seiner früheren Aufgaben.
Zu dieser Zeit beschäftigte er sich bereits intensiv mit der Bearbeitung der griechischen und römischen Klassiker. Er plante, Sallust in einer neuen Rezension des Textes mit einem philologisch-kritischen und historisch-ästhetischen Kommentar und Glossar herauszugeben, allerdings konnte er aufgrund der Vielzahl seiner Amtsgeschäfte nicht die hierfür notwendige Zeit aufbringen.

### Verleger und Buchdrucker
Als sich eine Gelegenheit bot, die Hofbuchdruckerei in Rudolstadt von Caspar Freyschmidt zu erwerben, nahm er am 28. Juli 1815 seinen Abschied von seinem Schulamt und betrieb fortan die Druckerei Fürstlich Privilegierte Froebel'sche Hofbuchdruckerei Rudolstadt. Er versuchte, den Ruf und die Qualität der Druckerei zu verbessern, und orientierte sich hierbei an den Drucken aus älterer und neuerer Zeit. Seine Werke wiesen eine Eleganz der Typen, eine gute Beschaffenheit des Papiers und korrekten Druck auf; hierbei war auch seine Kenntnis älterer und neuerer Sprachen von Vorteil, weil er sorgfältig das Korrekturlesen vornehmen konnte, so dass er sogar die Verfasser der Schriften berichtigen konnte, beispielsweise erhielt die Ausgabe des deutsch-lateinischen Lexikons von Karl Ludwig Bauer verschiedene Zusätze und Verbesserungen.
Von Vorteil war auch, dass die Hofbuchdruckerei zensurfrei war; so ließ der preußische Kammerherr Johann Georg Scheffner seine Memoiren, die durch den Zensor Ernst Karl Wieland gekürzt worden waren, in Rudolstadt erneut drucken, mit einem Anhang, in dem sich die Stellen befanden, die der Zensur zum Opfer gefallen waren. Er druckte auch den Katzensprung von Frankfurt a. M. nach München, im Herbste 1820, in dem Christian August Fischer den bayerischen Minister Maximilian Emanuel von Lerchenfeld angriff. Das Werk brachte zwar dem Verleger Georg Hartknoch († 1832) acht Tage Gefängnis und 20 Taler Bußgeld und dem Verfasser eine dreijährige Festungshaft ein, jedoch blieb Carl Poppo Fröbel straffrei, da dieser unter auswärtigen Gerichten stand, wie der bayerische Staatsminister Georg Friedrich von Zentner zu bedenken gab.

## Schriften (Auswahl)
- Carl Poppo Fröbel; Joannes Nicolai of Jan Everaerts; John Owen: Recentiorum poetarum selecta carmina ed. Rudolphopoli, Froebel 1821.
- Friedrich Ludwig Ferdinand von Dobeneck; Jean Paul; Carl Poppo Fröbel: Des deutschen Mittelalters Volksglauben und Heroensagen, 1. Band, 2. Band. Berlin Realschulbuchhandlung Rudolstadt Fröbel 1815.
- Ludwig Friedrich Hesse; Carl Poppo Fröbel: Geschichte des Klosters Paulinzelle von D. Ludwig Friedrich Hesse, Professor am Gymnasium und Bibliothekar zu Rudolstadt. Rudolstadt, gedruckt in der Froebelschen Hofbuchdruckerei, 1815.
- Eutropii breviarium historiae Romanae. Rudolphopoli: Selbstverl, 1816.
- Schwarzburg-Rudolstädtisches allgemeines Gesangbuch für die öffentliche und häusliche Andacht. Rudolstadt 1816.
- Karl Gottlieb Umbreit; Karl Gottlieb Bretschneider; Rudolf Zacharias Becker; Carl Poppo Fröbel: Die evangelischen Kirchen-Melodien zur Verbesserung des kirchlichen und häuslichen Gesanges. Gotha Becker Rudolstadt Fröbel 1817.
- August Karl Friedrich Werlich; Carl Poppo Fröbel: Nachhall des Liedes der Nibelungen. Rudolstadt, durch den Druck vermehrt bei Dr. Carl Poppo Fröbel 1818.
- Sophie Fröbel; Carl Poppo Fröbel: Schwarzburg-Rudolstädtisches allgemeines Gesang-Buch für die öffentliche und häusliche Andacht. Rudolstadt Gedruckt und verlegt in Dr. Carl Poppo Fröbels Hofbuchdruckerei 1816.
- William Shakespeare; Heinrich Voss; F. A. Brockhaus; Carl Poppo Fröbel: Shakspeare's König Lear. Leipzig: F. A. Brockhaus, 1819.
- John Owen; Carl Poppo Fröbel: Epigrammatum. Rudolphopoli 1820.
- Ein Versuch, dem Postulat der Buchdrucker eine zeitgemäse würdige Gestalt zu geben, und es für angehende Kunstverwandte sowohl, als für die Kunst selbst heilsam zu machen zwei Postulate bei der Hofbuchdruckerei-Gesellschaft zu Rudolstadt. 1820.